# Hans Wallstén
Hans Ivar Wallstén, född 13 november 1923 i Östersund, död 6 februari 2018 i Schweiz, var en svensk uppfinnare känd för konstruktioner och uppfinningar som Billblade och Duroblade som används inom pappers- och pappersprocessindustrin och de medicintekniska Wallstent och Cavaterm.

## Biografi
Wallstén   växte från småskoleåldern upp i Ljungskile där modern var apotekare.  Han utbildade sig till civilingenjör med examen 1950 i maskinteknik vid Chalmers tekniska högskola. Sitt första arbete efter examen var vid Svenska Arbetsgivarföreningen där han kom i kontakt med representanter för pappersindustrin. Vid mitten av 1950-talet anställdes han vid Billingsfors-Långeds AB i Dalsland för att vid slutet av 1950-talet bli platschef vid Långedsverken, som var ett helintegrerat bruk för tillverkning av tryckpapper. 1965 anställdes Wallstén som bruksdisponent och verkställande direktör vid Fengersfors bruk men 1968 avslutade han sin industriella karriär och blev uppfinnare på heltid. Han avled 2018 i Lausanne i Schweiz.

## Konstruktioner och uppfinningar

### Billblade
Under tiden vid Långedsverken uppfann Wallstén en unik metod att bestryka papper på båda sidor i en enda operation med hjälp av tunna stålblad, Billblade-metoden. Den första anläggningen installerades under hans ledning på en pappersmaskin vid verket.

### Duroblade
Wallstén fick med stöd från Bonnierföretagen ett erbjudande att starta utvecklingsbolaget Inventing AB i Säffle med verksamhet som byggde på Billblade-patentet. Samtidigt arbetade han på en förbättring av stålbladens hållbarhet och uppfann en metod att kerambelägga kallvalsade stålband för minskning av slitaget på dem (Duroblade), en metod som fortfarande används för material för flera olika processer inom pappersindustrin och tryckeribranschen.

### Wallstent
1973 flyttade Wallstén till Schweiz och 1979 kontaktades han där av kärlkirurgen Åke Senning som önskade en spiralfjäder att kunna sätta in i små förträngda blodkärl för att hålla dem öppna. Projektet misslyckades men i stället konstruerade Wallstén ett tunt elastiskt rör av stålfibernät (Wallstent) som med en ballongkateter kunde föras in i blodkärlen och där expanderas. Efter flera års experimenterande sattes 1986 en stent in första gången i ett kranskärl på en människa. Den fungerade mycket väl och metoden blev en världsframgång som vidareutvecklats för användning även i andra organ som gallgångar och urinvägar.
Wallstent-patentet såldes 1989 till läkemedelsföretaget Pfizer.

### Cavaterm
Efter succén med Wallstent fortsatte Wallstén med konstruktioner och uppfinningar inom medicintekniska området som bland annat resulterade i Cavaterm, en metod att minska rikliga menstruationsblödningar. En ballong förs in i livmodern varefter den värms upp med en vätska så en del av livmoderslemhinnan koagulerar och därmed minskar menstruationsblödningarna.
Metoden är snabb och enkel att utföra och ersätter i många fall kirurgi, så patienten slipper operationspåfrestningen och den efterföljande sjukhusvistelsen.

## Patent
Wallstén hade sammanlagt ett hundratal patent inom sina olika verksamhetsområden. Kännetecknande för flera av dem är, att de var unika inom sitt område och därför kunde skyddas med starka patent. 

## Utmärkelser
- 1995 Gustaf Dalénmedaljen
- 1997 Hedersledamot av Seldingersällskapet
- 2005 Teknologie hedersdoktor vid Chalmers Tekniska Högskola
- 2011 Kungliga Ingenjörsvetenskapsakademins Guldmedalj